# Tragkraftspritzenanhänger
Der Tragkraftspritzenanhänger (TSA) ist ein in der Regel einachsiger, geschlossener Anhänger der Feuerwehr mit einer feuerwehrtechnischen Beladung für eine Gruppe (grundsätzlich bestehend aus neun Feuerwehrangehörigen), insbesondere einer Tragkraftspritze und wird in Verbindung mit den Fahrzeugen, die die jeweilige Mannschaft transportieren, angewendet.

## Aufgaben
Natürlich ist das Einsatzspektrum eines Tragkraftspritzenanhängers begrenzt. Häufig wird ein TSA nur als ergänzendes Einsatzmittel zu weiteren Feuerwehrfahrzeugen zum Einsatz kommen. Dennoch ist die Beladung der eines Tragkraftspritzenfahrzeuges sehr ähnlich und daher ausreichend, um kleine Einsätze eigenständig auszuführen.
Im Außenbereich kann ein erster Löschangriff begonnen werden, beim Aufbau einer Wasserförderung kann ein Tragkraftspritzenanhänger auch in unwegsamen oder feuchtem Gelände zum Einsatz kommen, bei der Tierrettung der -betreuung sind häufig Einsatzkräfte einer TSA-Feuerwehr eingebunden. Weiterhin sind bei Unwettereinsätzen, Hochwasser oder sonstigen Katastrophenlagen häufig alle verfügbaren Einsatzmittel eingebunden um Leben zu retten und Sachwerte zu schützen.

## Kurzbezeichnung und Funkrufnamen
- TSA steht sowohl bei den deutschen als auch bei den österreichischen Feuerwehren für Tragkraftspritzenanhänger.
- Der TSA ist in der Regel nicht mit Funk ausgestattet. Allerdings gibt es z. B. in Niedersachsen auch TSA mit Funk.
- Seit der Digitalfunkeinführung sind in Bayern die TSA mit mindestens 2 HRT (Handheld Radio Terminal = Handfunkgerät) ausgestattet und tragen die Funkrufnamen „Florian Ortsname 45/1“.[1]

## Technik

### Normung
Der Tragkraftspritzenanhänger war bis 1992 nach DIN 14520 genormt. In Bayern und Rheinland-Pfalz sind sie nach wie vor durch Technische Weisungen genormt und werden auch heute noch beschafft sowie bezuschusst.

### Feuerwehrtechnische Beladung
Die Beladung dieses Anhängers enthält neben Saugschläuchen, B-Schläuchen und C-Schläuchen auch eine Tragkraftspritze (TS 8/8, nach neuer Norm Portable Fire Pump Normal Pressure (PFPN) 10/1000), die eingeschoben im Heck des Anhängers untergebracht ist. Zusätzlich sind Gerätschaften nach DIN zur Wasserentnahme, Wasserförderung und Wasserabgabe untergebracht. Des Weiteren sind auch Werkzeuge zur kleinen technischen Hilfeleistung enthalten. In der Norm sind ebenfalls eine Kübelspritze mit D-Druckschlauch (5 Meter) und D-Strahlrohr enthalten.

## Geschichte

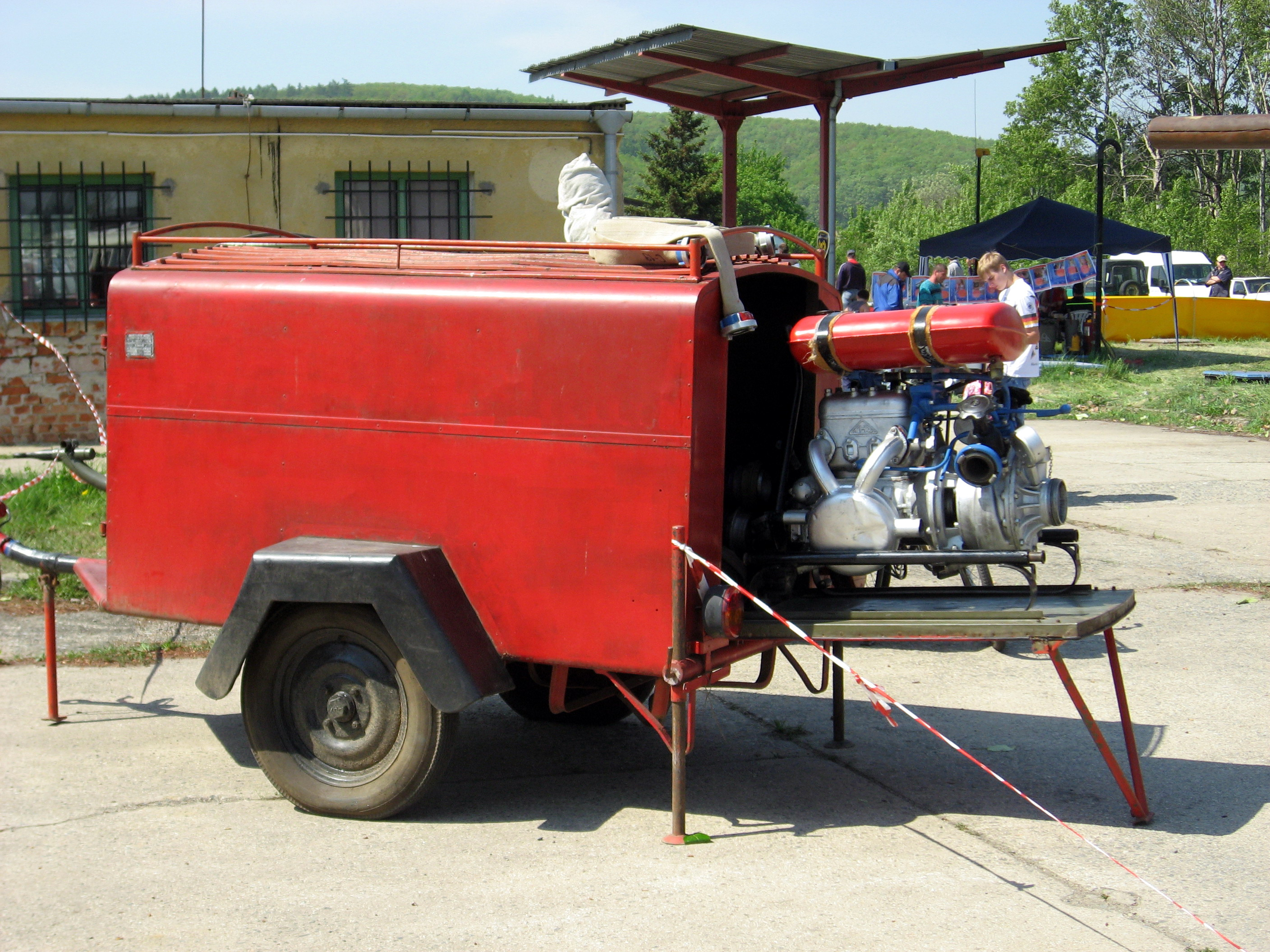
Feuerwehranhänger einer tschechischen Feuerwehr mit einer Tragkraftspritze

Der TSA wurde in den 1930er Jahren als zusätzliche Transportmöglichkeit von Feuerwehrgeräten entwickelt und wurde in der Regel immer zusammen mit einem Feuerwehrfahrzeug eingesetzt.
In den 1950er Jahren wurden der TSA wie auch das Tragkraftspritzenfahrzeug mit Truppbesatzung (TSF-Tr) vor allem von kleinen ländlichen Gemeinden als kostengünstige Möglichkeit wie auch in anderen Staaten entdeckt, ihre bis dato mit Handdruckspritzen ausgerüsteten Feuerwehren zu modernisieren und zu motorisieren.
Mit dem Strukturwandel in der Landwirtschaft war es zudem möglich, den TSA, der auch mit Handzug bewegt werden kann, an einen der immer zahlreicher werdenden Traktoren zu hängen und somit schneller an die Einsatzstelle zu gelangen.
Noch heute wird – wie bereits im Abschnitt Normung erwähnt – der TSA in Bayern und Rheinland-Pfalz bezuschusst und beschafft. Insbesondere bei kleinen Feuerwehren mit geringem Einsatzaufkommen ist er häufig das einzige Feuerwehrfahrzeug. Diesen Feuerwehren steht meist kein eigenes Feuerwehrfahrzeug zur Verfügung, der TSA wird im Übungs- oder Alarmfall mit einem Traktor oder Unimog (notfalls auch per Muskelkraft) zur Einsatzstelle gebracht.
Viele neuere Modelle sind inzwischen mit einer Pkw-tauglichen Zugeinrichtung (Kugelpfanne statt Auge an der Deichsel, tiefere Lage der Anhängekupplung) ausgestattet. So können sie auch mit (meist privaten) Pkw gezogen werden. Pkw mit Anhängerkupplung sind im Einsatzfall meist einfacher verfügbar und auch schneller am Einsatzort als Traktoren. Nachteil des Pkw ist die geringere Tauglichkeit für unbefestigte Wege. Bei so ausgestatteten TSA gehört zum Zubehör eine Kupplungskugel, die auf die Ackerschiene eines Traktors geschraubt werden kann, so dass dieser weiterhin als Zugfahrzeug eingesetzt werden kann.
TSA werden vereinzelt auch für Jugendfeuerwehren beschafft. Sollten die „Großfahrzeuge“ wie Löschgruppenfahrzeuge, Tragkraftspritzenfahrzeug, Tanklöschfahrzeug o. Ä. im Einsatz sein, kann die Jugendfeuerwehr trotzdem üben. Andererseits werden diese Fahrzeuge auch nicht durch die Übung gebunden und sind somit einsatzbereit. Des Weiteren ist die Entnahme schwerer Ausrüstungsgegenstände (z. B. der Tragkraftspritze) insbesondere für kleinere Menschen einfacher als aus den meisten Großfahrzeugen.

## Nachteile und Kritik
Der TSA ist zwar besonders preiswert und aufgrund seiner geringen Größe sehr wendig und leicht unterzustellen. Durch das Fehlen von Sondersignalanlagen, Funk, Leitern, größeren Beleuchtungseinrichtungen, Wassertank und einfachen Geräten zur Technischen Hilfeleistung (THL), wie z. B. Motorsägen, sind nur mit einem Tragkraftspritzenanhänger ausgerüstete Feuerwehren nur eingeschränkt einsetzbar, z. B. zur Wasserförderung und für den Außenangriff.
Der Innenangriff ist heutzutage Standard bei der Brandbekämpfung. Durch das Fehlen von Atemschutzgeräten kann dieser mit der Ausrüstung eines TSA überhaupt nicht ausgeführt werden. Des Weiteren fehlen die Leitern (z. B. 4-teilige Steckleiter), um gerade im ländlichen Bereich den notwendigen zweiten Rettungsweg sicherstellen zu können.
Durch die Veränderungen in der Landwirtschaft stehen seit einigen Jahren immer weniger Traktoren als Zugfahrzeuge zur Verfügung. Aus diesem Grund hat man in Rheinland-Pfalz den Gerätewagen Tragkraftspritze (GW-TS), eine Art selbstfahrenden TSA, entwickelt und konstruiert, um im Einsatzfall nicht auf einen Schlepper angewiesen zu sein. Ähnliche Beweggründe gab es auch für das TSF-Tr.
Allerdings sieht in Österreich die Baurichtlinie für Kleinlöschfahrzeuge auch weder Atemschutzgeräte noch einen Wassertank vor, sodass hier ein TSA in Verbindung mit einem Mannschaftstransportfahrzeug einen fast vollwertigen Ersatz bieten kann.